# Cathal Goulding
Pour les articles homonymes, voir Goulding.
Cathal Goulding (30 décembre 1922 - 26 décembre 1998) est un républicain irlandais, Chef d'État-major de l'Irish Republican Army de 1962 à 1969 puis de l'Official Irish Republican Army de 1969 à 1972.
Issu d'une famille républicaine, il intègre Fianna Éireann (la jeunesse de l'IRA) en 1937 puis rejoint l'Irish Republican Army la décennie suivante. En 1953, il est condamné à neuf ans de prison avec Seán MacStíofáin après avoir été arrêté dans un camion rempli de fusils. Il remplace Ruairí Ó Brádaigh comme Chef d'État-major de l'organisation en 1962 après l'échec de la Campagne des frontières. Partisan d'une ligne marxiste, il devient Chef d'État-major de l'Official Irish Republican Army en 1969 à la suite de la scission de la Provisional Irish Republican Army,.